# غاريت كوبر
غاريت نيكولاس كوبر (ولد في 25 ديسمبر 1990) هو لاعب بيسبول أمريكي قاعدي أول لاعب أساسي من الجهة اليمنى لفريق سان دييغو بادريس في دوري كرة القاعدة الرئيسي (MLB). لقد لعب سابقًا في دوري كرة القاعدة الرئيسي في فريق نيويورك يانكيز وفريق ميامي مارلينز.

## روابط خارجية
- Garrett Cooper على تويتر.
- Garrett Cooper على إنستغرام